# Jamal Jones
Jamal Jones (Searcy, 17 febbraio 1993) è un cestista statunitense, professionista in Europa e NBA D-League.

## Carriera
Dopo tre anni di college tra Mississippi, Lee e Texas A&M viene scelto dai Delaware 87ers al draft della NBA D-League con cui gioca tutta la stagione 2014-2015. L'anno dopo firma in Pro B in Francia, ma a febbraio 2016 lascia la squadra e fa ritorno negli Stati Uniti ancora ai Delaware 87ers. Nella stagione 2016-2017 è di scena nella Korisliiga in Finlandia con il Lapuan Korikobrat, vincendo la classifica dei punti. Il 10 luglio 2017 firma per la Scaligera Basket Verona in Serie A2. Conclude la stagione con 14,3 punti di media al secondo turno dei play-off e il 4 luglio si trasferisce in Grecia al PAOK Salonicco.

## Palmarès
- FIBA Europe Cup: 1

Bahçeşehir: 2021-2022